# Wolfgang Sauerländer
Wolfgang Sauerländer (geboren 19. September 1911 in München; gestorben 27. Oktober 1977 in Sankt Gallen (Steiermark)) war ein deutschamerikanischer Verlagslektor und Buchhersteller.

## Leben
Wolfgang Sauerländer war ein Sohn des David Sauerländer und der Mathilde Sauerländer. Er studierte ab 1930 Rechtswissenschaft in Wien. 1934 wechselte er nach Barcelona. Nach Ausbruch des Spanischen Bürgerkriegs 1936 setzte er das Studium in München fort. Ende 1938 emigrierte er in die USA und lebte und arbeitete bis 1974 in New York City.
Im Jahr 1942 wurde Sauerländer Mitarbeiter in Kurt Wolffs Verlagsgründung Pantheon Books. Seit 1950 war er für die Ausstattung und die Herstellung des Verlagsprogramms verantwortlich. Als der Verlag 1960 von Random House übernommen wurde, ging er zur Bollingen Foundation und betreute bis zum Jahr 1969 die Herstellung der Produktionen. Anschließend war Sauerländer als freiberuflicher Lektor tätig und wurde Herausgeber des Briefwechsels zwischen Sigmund Freud und C. G. Jung. Sauerländer übersetzte unter anderem Theaterstücke von Bertolt Brecht ins Englische. 1971 heiratete er Beate Elizabeth Mayer (1912–2000), Tochter der literarischen Übersetzerin Elizabeth Mayer (1884–1970), und zog mit ihr 1974 nach Sankt Gallen in Österreich.

## Schriften (Auswahl)
- Sigmund Freud, C. G. Jung: Briefwechsel. Hrsg. von William McGuire und Wolfgang Sauerländer. Frankfurt am Main: Fischer, 1974